# Pericyclocera diptychogastra
Pericyclocera diptychogastra är en tvåvingeart som beskrevs av Schmitz 1940. Pericyclocera diptychogastra ingår i släktet Pericyclocera och familjen puckelflugor. Inga underarter finns listade i Catalogue of Life.